# Skúvoy

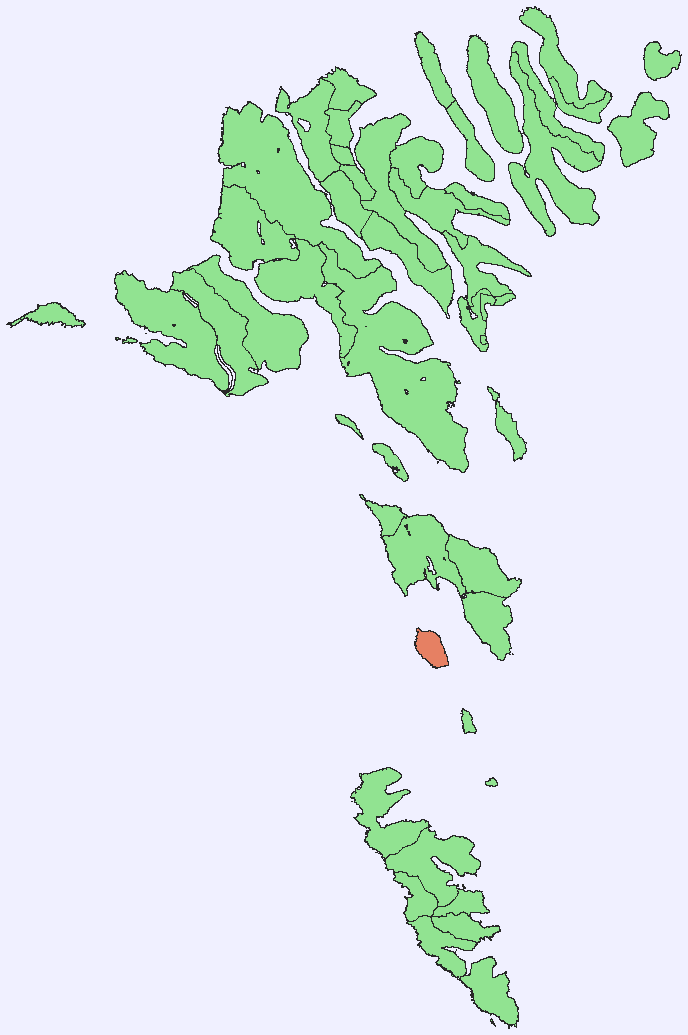
Vị trí đảo Skúvoy trên bản đồ Quần đảo Faroe.

Skúvoy là 1 đảo của Quần đảo Faore, nằm ở phía nam đảo Sandoy. Đảo có tên vậy vì có rất nhiều chim bắt cá (Stercoraiidae). Đảo rộng 80 km², chỉ có 1 thôn mang cùng tên Skúvoy ở bờ phía đông, với 80 cư dân. Có 1 tiệm tạp hóa, trường học nhỏ, 1 nhà thờ nhỏ với cây tháp treo 1 chuông do A.P.Møller tặng. Đảo có 2 núi đá là Knúkur (392 m) và Heyggjurin Mikli (391 m). Ở bờ phía tây có các vách đá dài khoảng 300 – 400 m, nơi vô số chim Uria (Uria aalge) làm tổ (năm 1954 có tới vài triệu cặp, nhưng nay chỉ còn mươi nghìn mà thôi). Người ta thường đi lượm các trứng chim này vào đầu tháng Sáu.
Trận Dịch Đen (Black Death) trong thế kỷ 14 đã giết chết mọi cư dân, chỉ còn 1 phụ nữ tên Rannvá sống sót. Ngày nay vẫn còn túp lều tranh của bà ta. Skúvoy cũng là nơi định cư của nhân vật huyền thoại Sigmundur Brestisson, người đã truyền Kitô giáo cho các người Faroe trong khoảng năm 1.000. Ngôi mộ của ông ta nằm trong nghĩa trang của thôn Skúvoy.

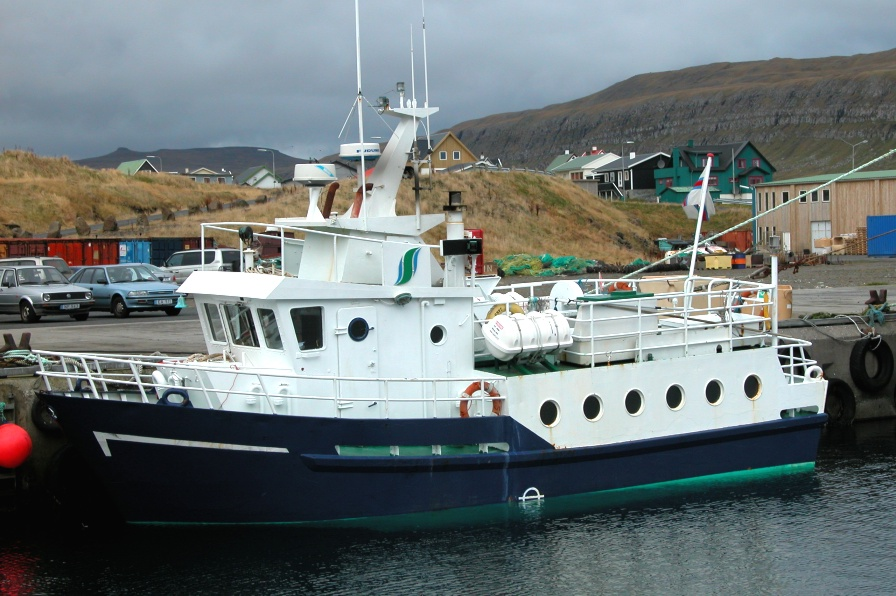
Tàu phà Skúvoy ở cảng Sandur.

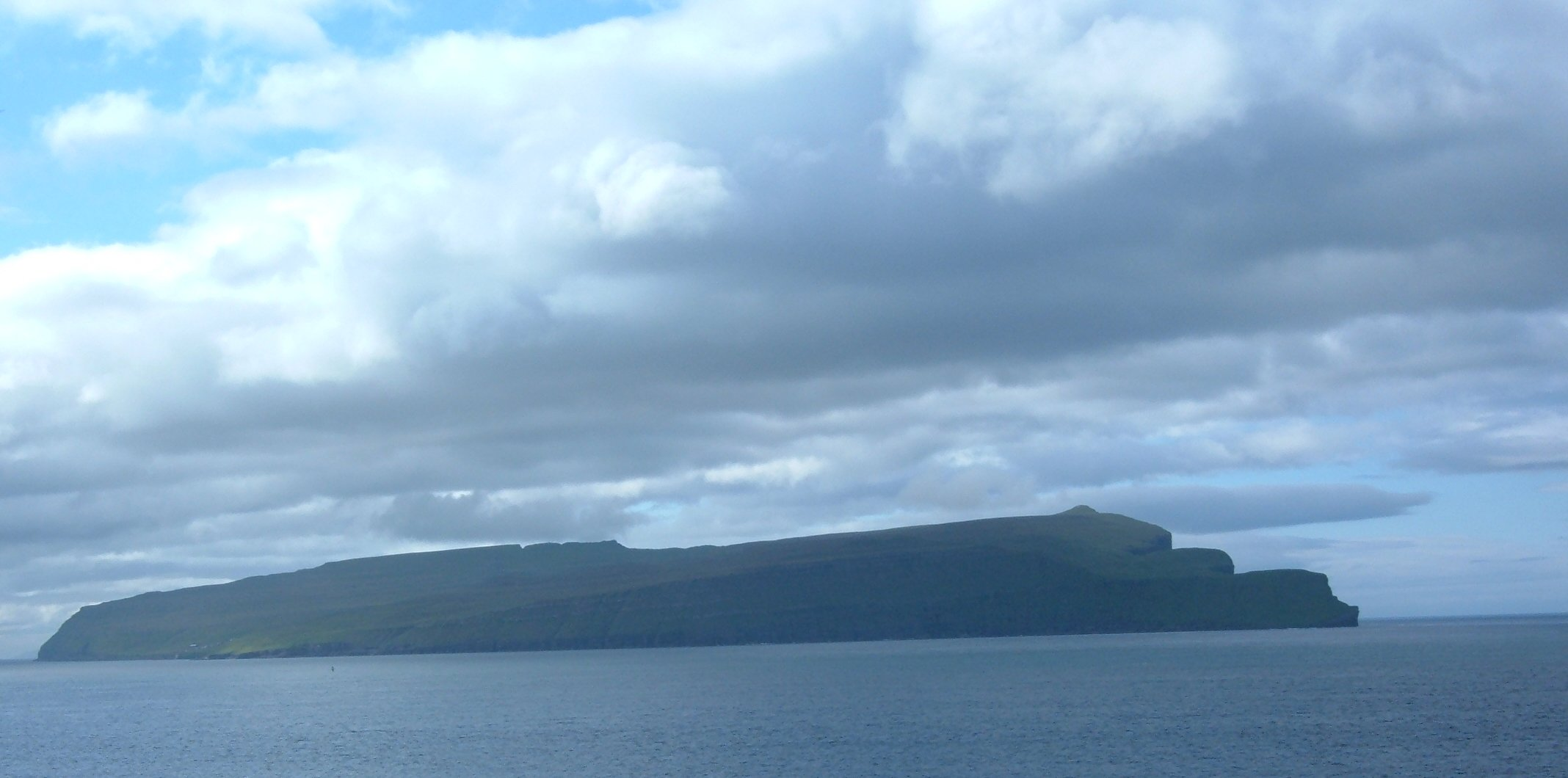
Skúvoy, nhìn từ đảo Sandoy

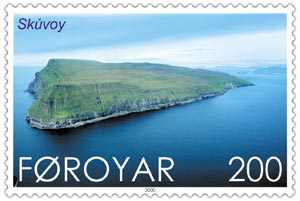
Tem thư đảo Skúvoy FR 373 của Bưu điện Faroe
Phát hành: 22.5.2000
Hình: Per á Hædd

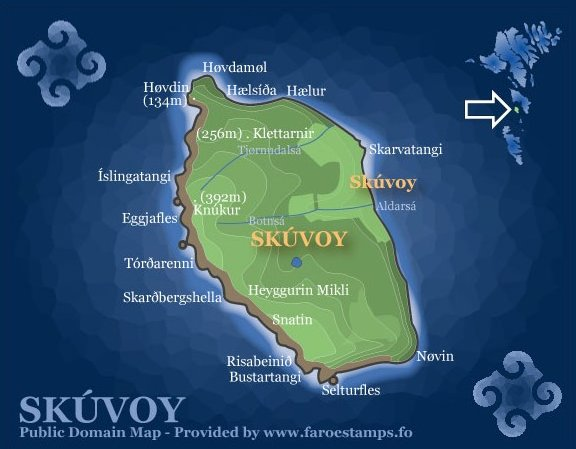
Bản đồ Skúvoy